# Resolutie 1574 Veiligheidsraad Verenigde Naties
Resolutie 1574 van de Veiligheidsraad van de Verenigde Naties werd unaniem aangenomen door
de VN-Veiligheidsraad op 19 november 2004 en verlengde het
mandaat van de voorhoedemissie in Soedan met drie maanden.

## Achtergrond
Al in de jaren 1950 was zwarte zuiden van Soedan in opstand gekomen tegen het overheersende Arabische noorden. De vondst van aardolie in het zuiden maakte het conflict er enkel maar moeilijker op.
In 2002 kwam er een staakt-het-vuren en werden afspraken gemaakt over de verdeling van de olie-inkomsten. Verschillende rebellengroepen waren hiermee niet tevreden en in 2003 ontstond het conflict in Darfur tussen deze rebellen en de door de regering gesteunde Janjaweed-milities. Die laatsten gingen over tot etnische zuiveringen en in de volgende jaren werden in Darfur grove mensenrechtenschendingen gepleegd waardoor miljoenen mensen op de vlucht sloegen.

## Inhoud

### Waarnemingen
Op 5 juni 2004 hadden de partijen de Verklaring van Nairobi ondertekend, die het akkoord met de zes protocollen tussen de overheid van Soedan en de SPLM-rebellen bevestigde. Ze werden aangemoedigd zo snel mogelijk ook tot een vredesakkoord te komen.
Intussen was men bezorgd om de groeiende onveiligheid en het geweld in Darfur, de mensenrechtenschendingen en de schendingen van het staakt-het-vuren. Alle partijen, waaronder de rebellengroepen en het leger, moesten de mensenrechten respecteren. De Soedanese overheid was verantwoordelijk voor de bescherming van haar bevolking.

### Handelingen
Soedan en de SPLM werden aangespoord zich nog meer in te spannen voor een vredesakkoord. Hieropvolgend zou een VN-vredesmacht kunnen worden opgericht om de uitvoering van het akkoord te ondersteunen. Het mandaat van de VN-voorhoedemissie UNAMIS, die hiervoor voorbereidend werk deed, werd met drie maanden verlengd tot 10 maart 2005.
De Veiligheidsraad eiste dat alle gewapende groepen het geweld en de aanvallen staakten en de humanitaire hulpverlening bevorderden. Ook werd de uitbreiding van de AU-missie tot 3320 manschappen gesteund.

### Annex
In bijlage zat de verklaring over de conclusie van de Igad-onderhandelingen over vrede in Soedan die op 19 november 2004 door de Soedanese overheid en de SPLM was ondertekend in de Keniaanse hoofdstad Nairobi.

## Verwante resoluties
- Resolutie 1556 Veiligheidsraad Verenigde Naties
- Resolutie 1564 Veiligheidsraad Verenigde Naties
- Resolutie 1585 Veiligheidsraad Verenigde Naties (2005)
- Resolutie 1588 Veiligheidsraad Verenigde Naties (2005)

Lijst ·  1522 ·  1523 ·  1524 ·  1525 ·  1526 ·  1527 ·  1528 ·  1529 ·  1530 ·  1531 ·  1532 ·  1533 ·  1534 ·  1535 ·  1536 ·  1537 ·  1538 ·  1539 ·  1540 ·  1541 ·  1542 ·  1543 ·  1544 ·  1545 ·  1546 ·  1547 ·  1548 ·  1549 ·  1550 ·  1551 ·  1552 ·  1553 ·  1554 ·  1555 ·  1556 ·  1557 ·  1558 ·  1559 ·  1560 ·  1561 ·  1562 ·  1563 ·  1564 ·  1565 ·  1566 ·  1567 ·  1568 ·  1569 ·  1570 ·  1571 ·  1572 ·  1573 ·  1574 ·  1575 ·  1576 ·  1577 ·  1578 ·  1579 ·  1580